# Himalopsyche acharai
Himalopsyche acharai är en nattsländeart som beskrevs av Malicky och Chantaramongkol 1989. Himalopsyche acharai ingår i släktet Himalopsyche och familjen rovnattsländor. Inga underarter finns listade i Catalogue of Life.